# Estádio do Mar
O Estádio do Mar é um estádio de futebol, localizado na União de freguesias de São Mamede de Infesta e Senhora da Hora, no concelho de Matosinhos, sendo propriedade do Leixões Sport Club, e onde a equipe de futebol joga as suas partidas em casa. Foi inaugurado a 1 de janeiro de 1964, e tem uma capacidade para 6 000 espectadores.
O nome Estádio do Mar é em honra aos pescadores de Matosinhos, que financiaram a sua construção.

## História
O jogo inaugural, no mesmo dia que a inauguração do estádio, contou com a presença do Sport Lisboa e Benfica, ganhando à equipa leixonense por 4-0, sendo o primeiro gol de autoria de José Augusto Torres.
O estádio viria a ser remodelado a 1 de agosto de 1988 onde foi inaugurada a nova bancada nascente, elevando a capacidade para 9 821 espectadores, altura em que o Varzim volta à I Divisão.
Mais tarde, em 2002, o gramado é levantado pela primeira vez desde a sua construção, e é chegado para a bancada poente, sendo afastado da bancada superior. Apenas a 24 de novembro de 2007, o Estádio do Mar veria o primeiro jogo noturno a acontecer.
De 2020 a 2025, iniciou-se um processo de obras em volta do estádio para melhoramento da rede rodoviária municipal que muitos impactos teria na propriedade do Leixões. Dessa forma, o clube disponibilizou-se a realizar um projeto prevendo 4 novas bancadas no estádio a realizar por fases.
Como resultado, iniciou-se a renovação do espaço exterior e das acessibilidades na bancada poente e pouco depois a demolição da bancada norte de modo a abrir uma avenida com viaduto sobre a A28. Como tal, no espaço sobrante será construída uma nova bancada norte muito mais próxima do retângulo do jogo. Também está prevista a construção da bancada sul junto com outros serviços, bem como da nascente de modo a se poder finalizar a última fase do ambicioso projeto.